# Mycène à pied rouge
Mycena haematopus
Pour les articles homonymes, voir Mycène (homonymie).
Espèce
Le Mycène à pied rouge (Mycena haematopus) est une espèce de champignons de la famille des mycénacées. 

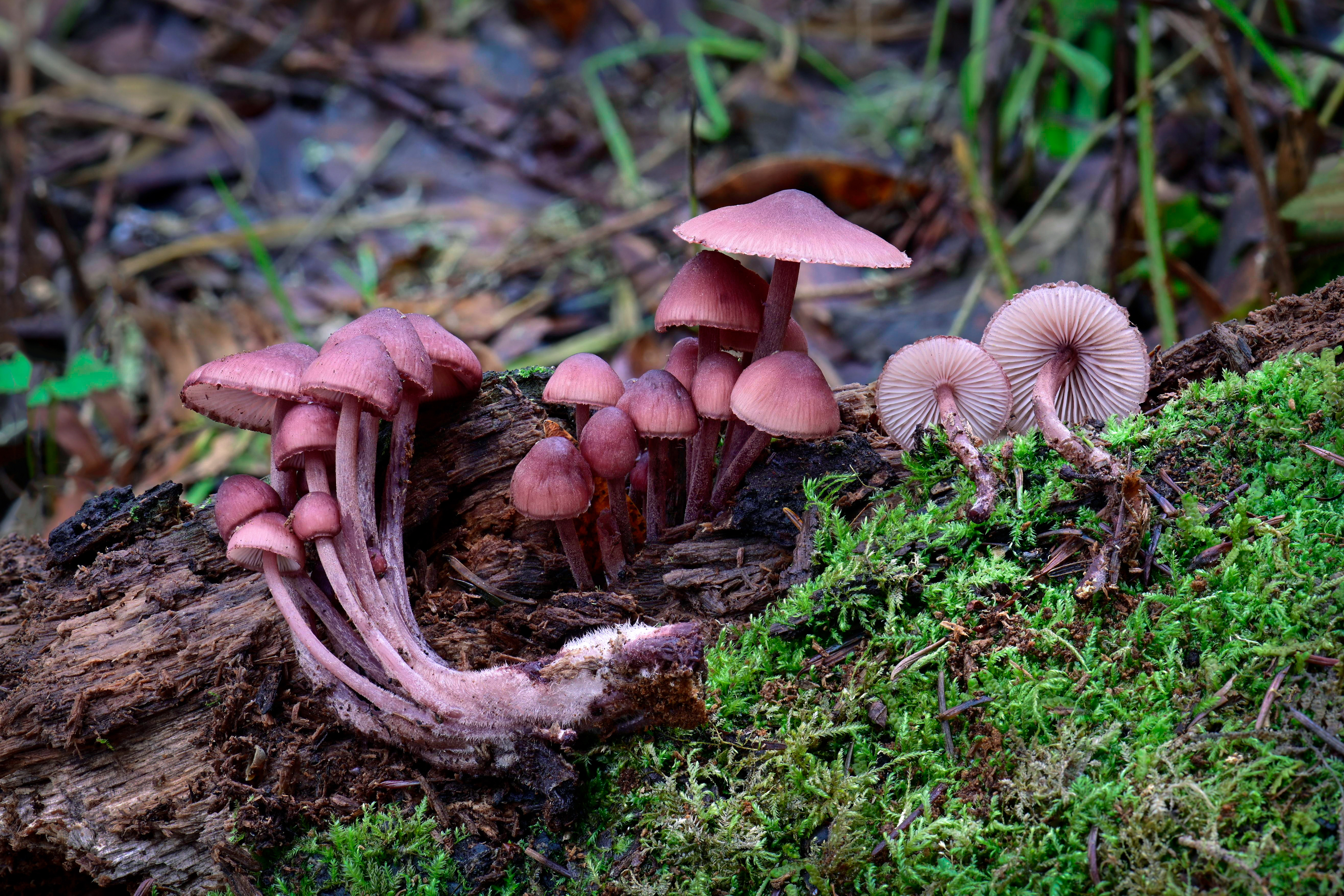
Mycènes à pied rouge.

Il est répandu et commun en Europe et en Amérique du Nord, et a également été collecté au Japon et au Venezuela. Il est saprotrophe - ce qui signifie qu'il obtient des nutriments en consommant de la matière organique en décomposition - et les fructifications apparaissent en petits groupes ou en grappes sur les bûches, les troncs et les souches en décomposition d'arbres à feuilles caduques, en particulier de hêtre. Le champignon, décrit scientifiquement pour la première fois en 1799, est classé dans la section des lactides du genre Mycena, avec d'autres espèces qui produisent un latex laiteux ou coloré.
Les fructifications de M. haematopus ont des coiffes mesurant jusqu'à 4 cm de large, des lamelles blanchâtres et une tige mince et fragile brun rougeâtre avec des poils épais et grossiers à la base. Ils se caractérisent par leur couleur rougeâtre, les bords festonnés du capuchon et le latex rouge foncé qu'ils « saignent » lorsqu'ils sont coupés ou cassés. Les fructifications et les mycéliums sont faiblement bioluminescents. M. haematopus produit divers pigments alcaloïdes propres à cette espèce. La comestibilité des fructifications n'est pas connue avec certitude.